# Place de la Monnaie (Nantes)
Pour les articles homonymes, voir Place de la Monnaie.
La place de la Monnaie est une place de Nantes, en France.

## Situation et accès
Située dans le Centre-ville de Nantes la place de la Monnaie, bitumée et pavée, est ouverte à la circulation automobile. Elle est desservie par les rues Lesage, Anizon, Kléber, Montesquieu et Athénas. Elle se situe devant le Muséum d'histoire naturelle, et abrite, sur la plus grande partie de sa surface, le square Docteur-Louis-Bureau.

## Origine du nom
La place doit son nom à la présence de l'Hôtel des Monnaies de Nantes, service de la frappe de la Monnaie au début du XIXe siècle, dans un bâtiment intégré depuis dans le muséum d'histoire naturelle.

## Historique
La place est projetée en 1821 et achevée en 1830. Elle accueille un marché aux fruits et aux légumes, et, au cours de la période de récolte, le marché aux châtaignes de la ville. 
La place prend son nom par décision du conseil municipal du 27 octobre 1837.
Dans l'esprit de l'urbanisme nantais appliqué à partir des années 1870, la partie de la place devant le muséum est close par un grillage et transformée en square.

## Voies secondaires

### Square Docteur-Louis-Bureau
Avec une superficie de 1 947 m2, ce square occupe l'essentiel de l'espace de la place et donne sur la façade nord du muséum d'histoire naturelle,, dont le médecin et zoologiste Louis Bureau fut l'un des premiers Directeurs conservateurs.

## Coordonnées des lieux cités
1. ↑  47° 12′ 47″ N, 1° 33′ 54″ O